# Rue de la Paix (Iekaterinbourg)
La rue de la Paix (Улица Ми́ра, oulitsa Mira) est une voie du centre-ville d'Iekaterinbourg en Russie. Elle traverse le raïon (district administratif) Kirov de la ville. C'est l'une des rues les plus estudiantines de la ville. Elle a été percée dans les années 1930 et s'appelait à l'origine la rue Staline, avant la déstalinisation.

## Situation
La rue de la Paix croise du nord au sud les rues Blücher, du 1er mai, Malychev et Pedagoguitcheskaïa (Pédagogique).
Elle traverse la place Kirov, autour de laquelle se trouvent les bâtiments de l'université fédérale de l'Oural et l'école de guerre Souvorov d'Iekaterinbourg.

## Édifices remarquables
- № 17, 19, 21 — corps de bâtiment central, institut physico-technologique, institut de construction, institut de radioélectronique et de technologie d'information, institut de culture physique de service social et de politique de la jeunesse de l'université fédérale de l'Oural
- № 22 — Institut de l'Oural du service d'incendie d'État du ministère des Situations d'urgence de Russie
- № 26 (88 rue du 1er mai) — école militaire Souvorov d'Iekaterinbourg, angle de la rue de la Paix et de la rue du 1er mai
- Jardin botanique de l'institut de la filiale de l'Oural de l'Académie des sciences de Russie, dans le quadrilatère formé par la rue de la Paix, la rue Académique (Akademitcheskaïa), la rue Kovalevskaïa et la rue du 1er mai

## Photographies

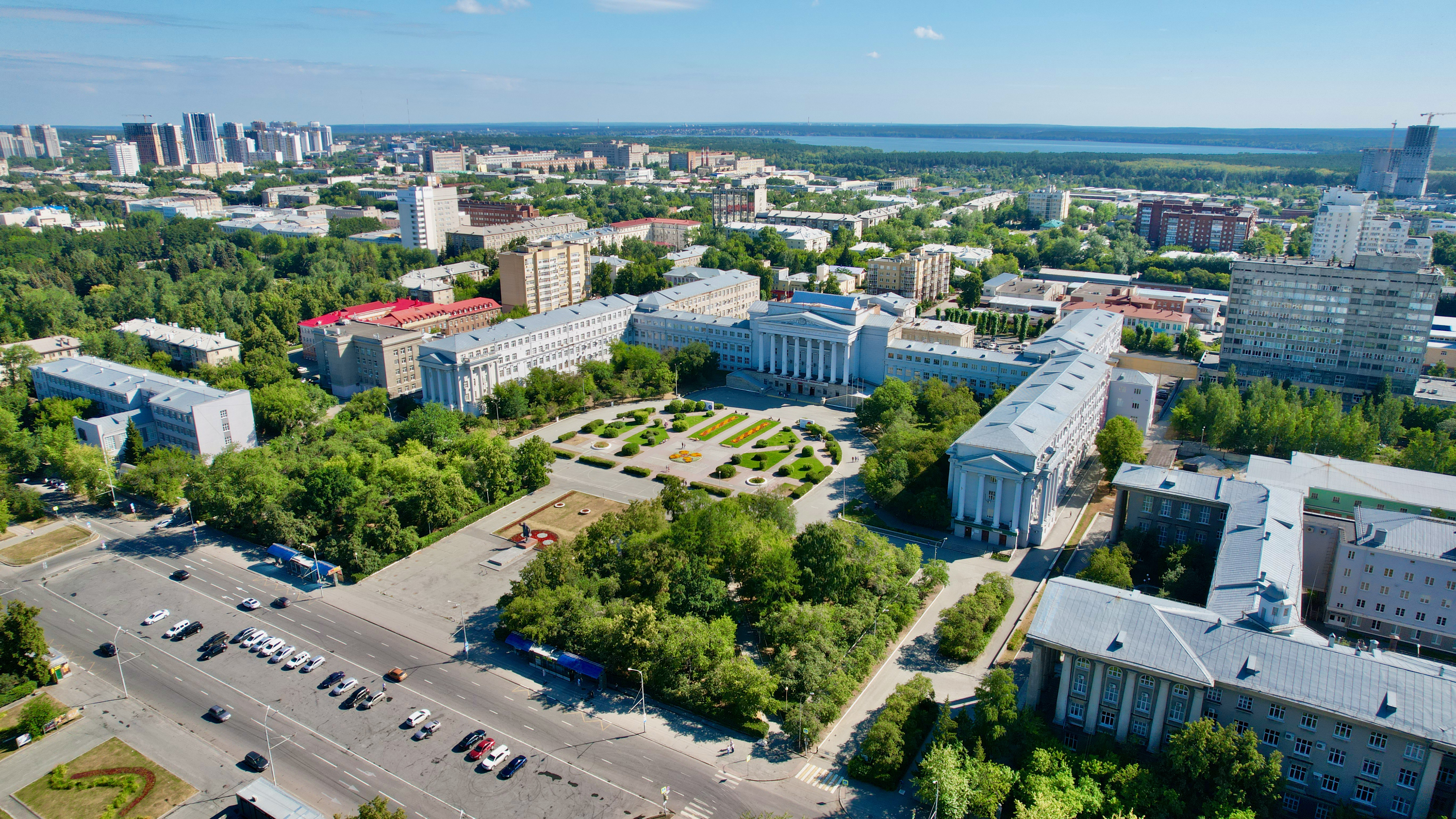
Bâtiment principal de l'université fédérale de l'Oural, n° 19
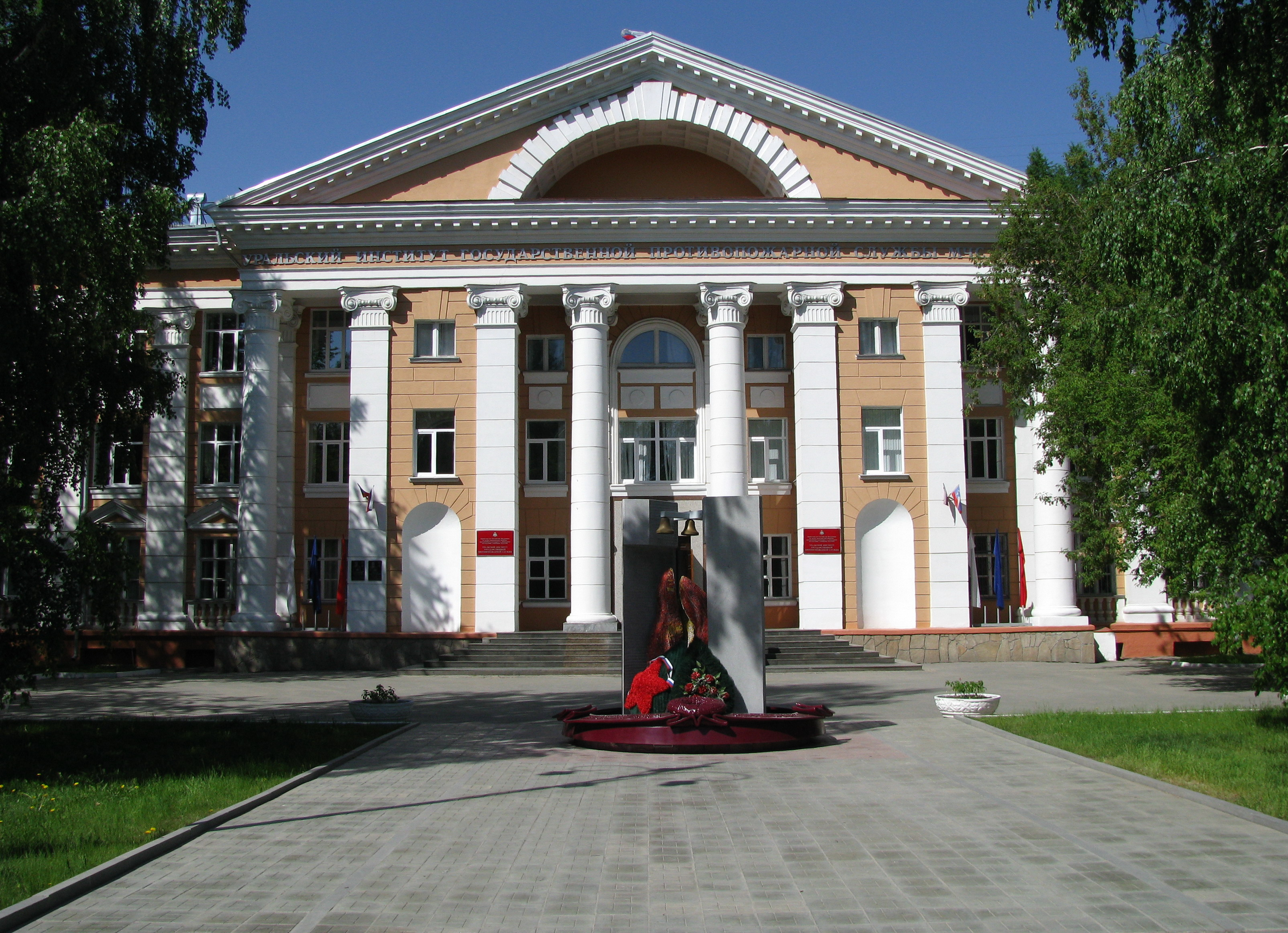
Bâtiment de l'institut de l'Oural du service d'incendie
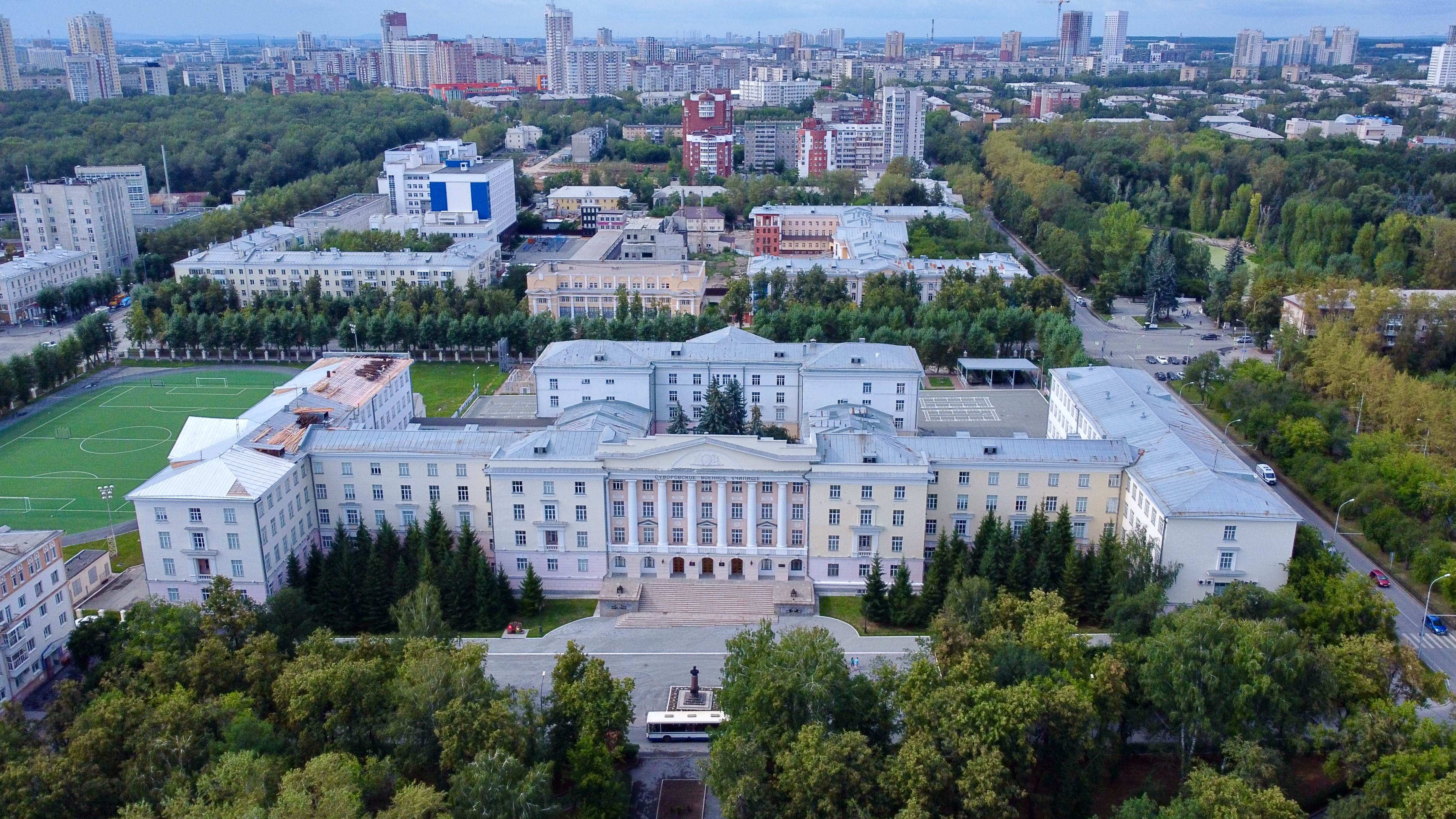
École militaire Souvorov
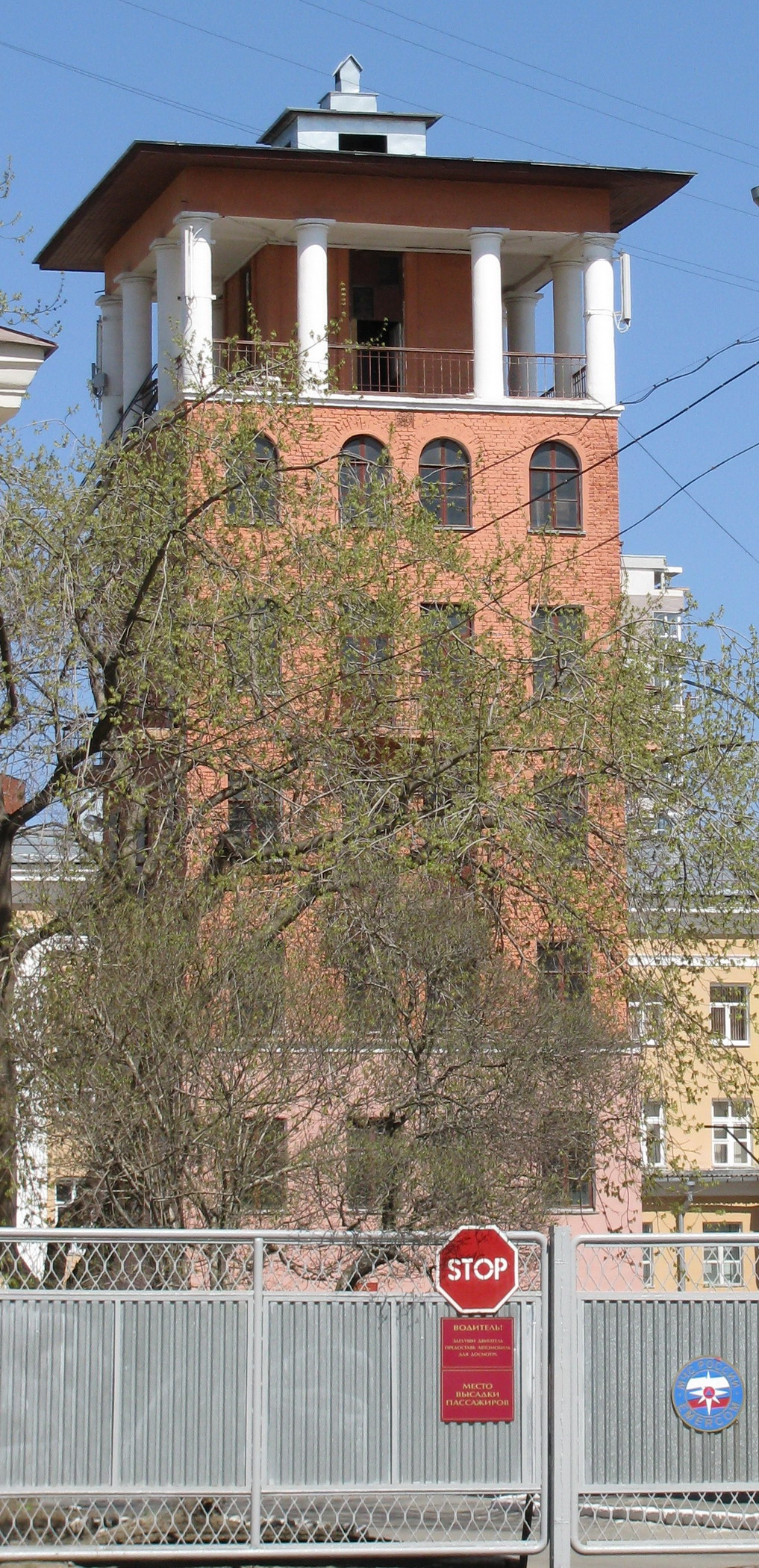
Tour d'incendie de l'institut de l'Oural du service d'incendie
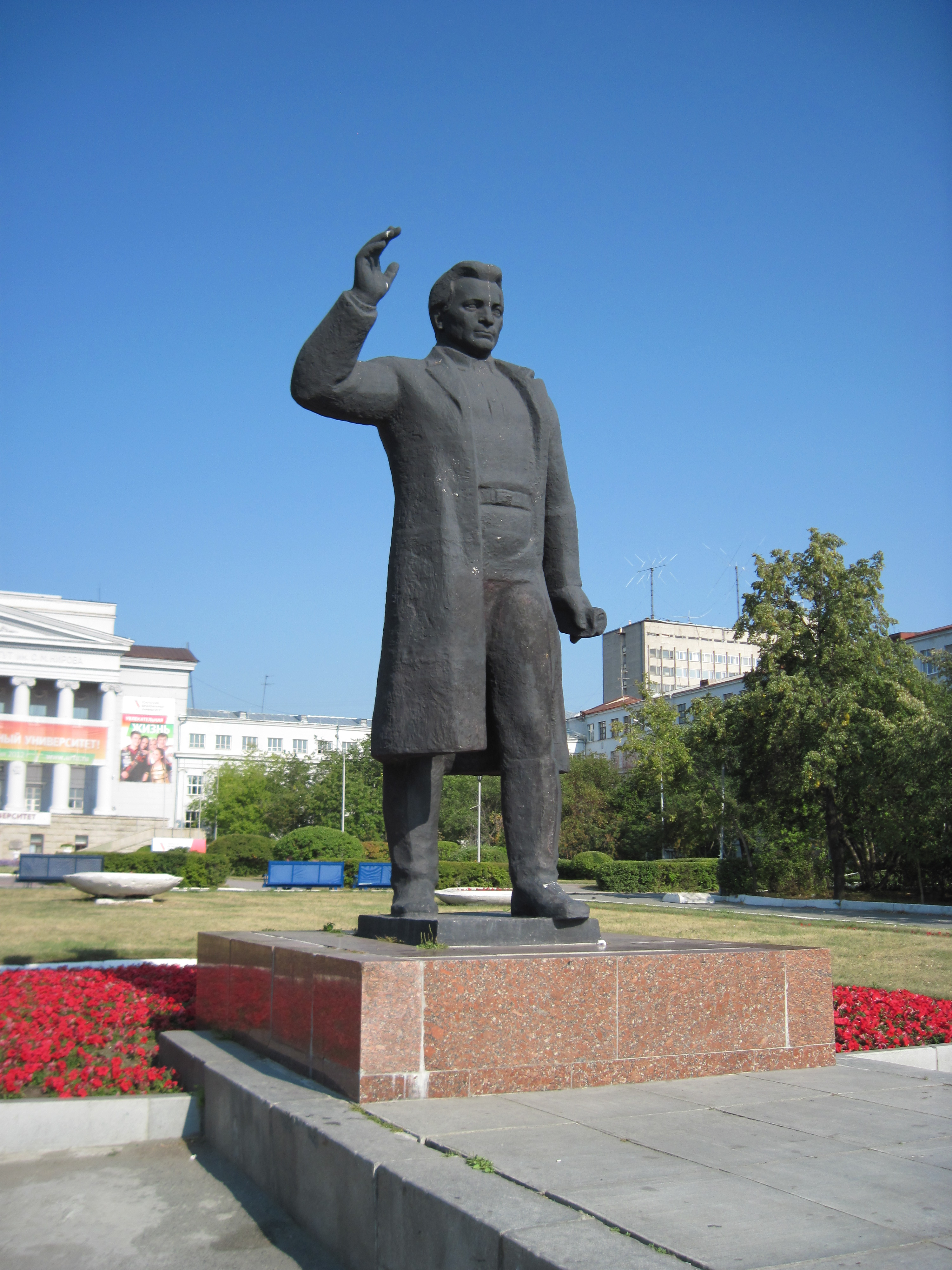
Statue de Sergueï Kirov